# 長嶺亀助
長嶺 亀助（ながみね かめすけ、1884年（明治17年）5月1日 - 1975年（昭和50年）10月21日）は、日本陸軍の軍人。最終階級は陸軍少将。

## 経歴
沖縄県（旧小禄村當間）出身。農業・長嶺松助の孫として生れる。小禄尋常小学校、那覇尋常高等小学校、沖縄第一中学校（現沖縄県立首里高等学校）を経て、1905年（明治38年）11月、陸軍士官学校（第18期）を卒業。翌年6月、歩兵少尉に任官し歩兵第24連隊付となる。歩兵第24連隊大隊副官などを経て、1916年（大正5年）11月、陸軍大学校（第28期）を卒業し歩兵第24連隊中隊長に就任。
1917年（大正6年）12月、参謀本部付勤務となり、1918年（大正7年）2月、中国出張を命ぜられ、同年9月から1920年（大正9年）7月までイリに滞在し、同年12月、北京に到着した。1921年（大正10年）8月、関東軍司令部付となり、1922年（大正11年）4月、歩兵少佐に進級。1924年（大正13年）3月、歩兵第6連隊大隊長に就任し、1925年（大正14年）2月、飛行第1大隊付となり、同年5月、兵科を航空兵に転じ航空兵少佐に任官。同年8月、航空兵中佐に昇進。1927年（昭和2年）7月、下志津陸軍飛行学校教官に就任し、1930年（昭和5年）3月、航空兵大佐に進んだ。
1930年12月、飛行第6連隊長に就任。1931年（昭和6年）11月、関東軍飛行隊を仰せつけられ、満州事変に出動した。1932年（昭和7年）6月、飛行第6連隊長に復帰し、1933年（昭和8年）3月、所沢陸軍飛行学校教育部長に就任。同年8月、同校幹事に転じ、1934年（昭和9年）8月、陸軍少将に進級した。1935年（昭和10年）8月、陸軍航空本廠長に就任し、1936年（昭和11年）8月に待命となり、同月、予備役に編入された。
1937年（昭和12年）から1945年（昭和20年）まで特殊軽金属会社社長を務めた。

## 伝記
- 長嶺秀雄『只一人長嶺亀助自伝』1972年。[1]

## 親族
- 長男 長嶺秀雄（陸軍少佐）[1]